# Un'altra cosa che ho perso/Mr. gilet di pelle
Un'altra cosa che ho perso/Mr. gilet di pelle è un singolo del gruppo musicale italiano Articolo 31, il secondo estratto dal secondo album in studio Messa di vespiri e pubblicato nel 1994.

## Video musicale
Per il brano Mr. gilet di pelle è stato realizzato un videoclip che mostra gli Articolo 31 arrivare in un club ed eseguire il brano in mezzo alla gente sulla pista.

## Tracce
1. Un'altra cosa che ho perso – 3:46
2. Mr. gilet di pelle (N.Y. Style Mix) – 5:40
3. Mr. gilet di pelle (Skunkness Version) – 5:20
4. Mr. gilet di pelle (Key Project Mix) – 5:01